# Vida Lasič
Vida Lasič, slovenska pisateljica in radiotehnica, * 16. januar 1920, Zagorje ob Savi, † 12. julij 1997, Ljubljana.

## Življenje in delo
Vida Lasič, poznana tudi kot Vida Jelka, je študirala na Tehniški fakulteti v Ljubljani, kjer je leta 1948 diplomirala iz elektrotehnike. Poročena je bila z Dušanom Lasičem, profesorjem elektrotehnike, s katerim je imela dva sinova.

### Elektrotehnica
Pred diplomo se je leta 1941 pridružila osvobodilnemu gibanju in kot študentka radiotehnike delala v radijskem sektorju OF in radiu Kričač. Sodelovala je pri oddajah, pri organizaciji in vodenju radiotehničnega dela v Ljubljani in oskrbovala partizane z radijsko opremo in materialom. Oktobra leta 1943 je s skupino tehnikov sodelovala pri ustanovitvi radiodelavnice GŠ NOV in POS in tam delala do maja naslednjega leta. Takrat se je vrnila v Ljubljano, kjer bi morala vzpostaviti radijskotelegrafsko zvezo z Glavnim štabom (GŠ NOV in POS) na osvobojenem ozemlju, vendar jo je gestapo odkril in zaprl, po zaslišanju pa izpustil. Tako je na zadnji dan okupacije lahko poskrbela za postajo in 9. maja pripravila prvo oddajo na osvobojenem ozemlju: Govori radio svobodna Ljubljana.
Po osvoboditvi je nadaljevala študij in diplomirala na Fakulteti za elektrotehniko, po diplomi pa je na Inštitutu za elektroniko in vakuumsko tehniko v Ljubljani vodila poskusno proizvodnjo elektronskih elementov s področja vakuumskih tehnologij.

### Pisateljica
Svoje delo in življenje je v času okupacije opisala v več delih pod imenom Vida Tom-Lasič. V prvem delu Svetloba mladih let je zapisala spomine na ilegalno delo v partizanih. V prvem delu monografije 99 d je opisala delo radijskega sektorja v Ljubljani, oddaje radia Kričač, izdelovanje sprejemnikov, oddajnikov in radijskih postaj ter pošiljanje tehničnega blaga partizanom, v drugem delu pa organizacijo partizanske radiodelavnice 99 d, njeno opremljenost in preskrbo z aparati, materialom in ostalo tehniko. Tu je opisano vsakdanje življenje enote 99 d, na koncu knjige pa so navedeni tudi vsi tovariši sodelavci radiodelavnice. 
Zadnje delo Kliče vir, vir, vir--- podobno kot prejšnja pričuje o delu radijskih tehnikov v zadnjem letu okupacije (1944–1945), a tokrat na bolj oseben in občutljiv način.